# Gottfried de Habsbourg-Toscane
Succession
Prétendant au trône de Toscane
8 novembre 1948 – 21 janvier 1984
(35 ans, 2 mois et 13 jours)
Gottfried de Habsbourg-Toscane, né à Linz, Autriche-Hongrie, le 14 mars 1902 et mort à Bad Ischl, Autriche, le 21 janvier 1984 est un archiduc d'Autriche, grand-duc titulaire de Toscane et prétendant aux trônes de Toscane et de Lucques de 1948 à 1984.

## Biographie

### Famille

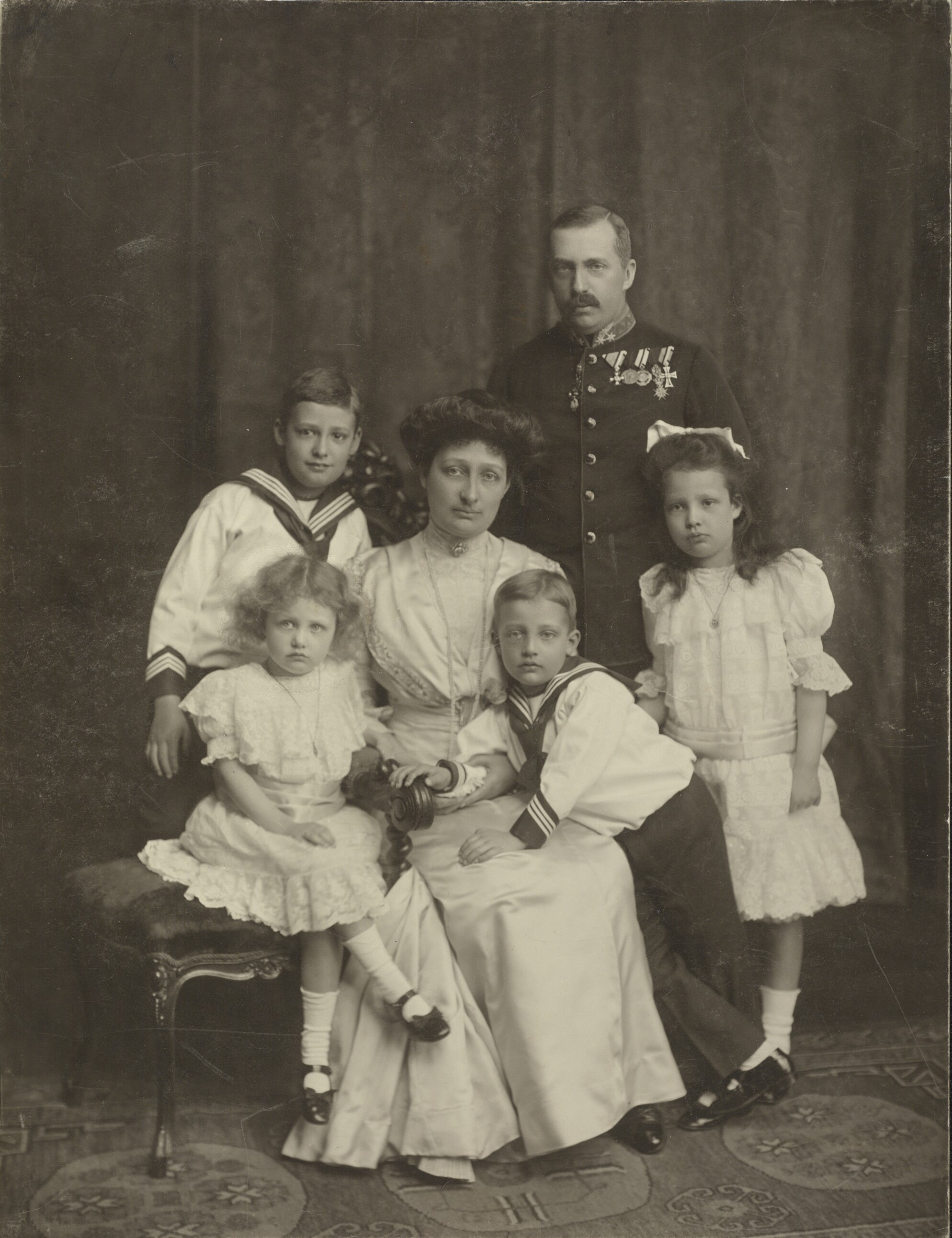
Gottfried de Habsbourg-Toscane et sa famille vers 1911.

Fils aîné et premier des quatre enfants de l'archiduc Pierre-Ferdinand de Habsbourg-Toscane (1874-1948) et de la princesse Marie-Christine de Bourbon-Siciles (1877-1947), Gottfried de Habsbourg-Toscane naît à Linz le 14 mars 1902. 
Le 21 mars, une semaine après sa naissance, a lieu le baptême de l'archiduc Gottfried, dont le prénom rend hommage à Godefroy de Bouillon.
Par son père, il est le petit-fils de Ferdinand IV (1835-1908), grand-duc de Toscane, et son parrain, tandis que par sa mère, il est un arrière petit-fils de Ferdinand II (1810-1859), roi des Deux-Siciles,. 
Gottfried et ses frère et sœurs sont élevés à Salzbourg et à Vienne, jusqu'à l'émigration de sa famille à Lucerne à la fin de la Première Guerre mondiale, en 1918. Le 2 mai 1921, à la suite de l'accession de son père en qualité de chef de la maison de Toscane, Gottfried devient grand-duc héritier de Toscane.
Gottfried de Habsbourg-Toscane a un frère cadet Georg (1905-1952), et deux sœurs : Hélène (1903-1924) et Rose-Marie (1906-1983), épouses successives du duc Philippe Albert de Wurtemberg, prétendant au trône de Wurtemberg de 1939 à 1975.

### Mariage et descendance
Le 2 août 1938 Gottfried épouse civilement, et religieusement le lendemain, à Sárvár, Hongrie, la princesse Dorothée Marie de Bavière, née au château de Leutstetten, le 25 mai 1920 et morte à Salzbourg, le 5 juillet 2015, fille de François Marie Luitpold de Bavière (1875-1957) et d'Isabelle-Antoinette de Croÿ (1890-1982).
De leur union naissent quatre enfants, :
- Elisabeth Dorothea Josefa Theresia Ludmilla von Habsburg-Lothringen, archiduchesse d'Autriche, princesse de Toscane (née le 2 octobre 1939 à Achberg, Allemagne), mariée le 28 avril 1965 à Salzbourg, Autriche avec le baron Friedrich Hubert von Braun (né le 26 décembre 1934 à Ratisbonne, Allemagne), ils divorceront. De cette union naîtront trois enfants :
  - Bernadette Edler von Braun (née le 21 juillet 1966 à Bad Godesberg, Allemagne)
  - Dominik Edler von Braun (né le 21 septembre 1967 à Bad Godesberg, Allemagne)
  - Felix Edler von Braun (né le 23 avril 1970 à Bad Ischl, Autriche)
- Alice Marie Christine Margarete Antoinetta Josefa Rosa Helene Adelgunde Eleonora von Habsburg-Lothringen, archiduchesse d'Autriche, princesse de Toscane (née le 29 avril 1941 au château de Leutstetten, Allemagne), mariée le 7 mai 1970 à Bergheim, Autriche avec le baron Victor Manno (né le 31 juillet 1938 à Coni, Italie), ils divorceront. De cette union naîtront trois enfants :
  - Leopoldo Manno (né et mort en 1971)
  - Domitilla Manno (née en 1974)
  - Niccolo Manno (né en 1977)
- Leopold Franz Peter Ferdinand Maria Joseph Gottfried Georg Karl Otto Rudolf Michael von Habsburg-Lothringen, archiduc d'Autriche, prince de Toscane (né le 25 octobre 1942 au château de Leutstetten, Allemagne et décédé le 23 juin 2021)
- Marie Antoinette Christine Josefa Rosa Margarethe Pia Angela Theresia Gabriele Isabella Ludnilla Zita Ruperta von Habsburg-Lothringen, archiduchesse d'Autriche, princesse de Toscane (née le 16 septembre 1950 à Sankt Gilgen, Autriche), mariée le 29 mai 1974 à Salzbourg, Autriche avec Hans Nattermann (né le 7 mars 1938), baron von Pruff de Irnich. De cette union naîtront deux enfants :
  - Maximilian Gottfried Luitpold zu Irmich (né le 24 février 1976)
  - Johanna Margarete zu Irmich (née le 27 juin 1979).

### Nouvelle résidence et chef de la maison
Après la Seconde Guerre mondiale, Gottfried et sa famille résident à Sankt Gilgen, près de Salzbourg. L'archiduc est passionné par la philatélie et la numismatique.
Le 8 novembre 1948, Gottfried de Habsbourg-Toscane succède à son père en qualité de chef de la maison grand-ducale de Toscane,.

### Mort
Gottfried de Habsbourg-Toscane meurt, à l'âge de 81 ans, à Bad Ischl, le 21 janvier 1984. Le 27 janvier suivant, il est inhumé au cimetière paroissial de Sankt Gilgen, dans l'État de Salzbourg, en Autriche, auprès de ses parents,.

## Honneurs
Gottfried de Habsbourg-Toscane est :
- 1224e Chevalier de l'ordre de la Toison d'or d'Autriche (1932) ;
- Grand-croix de l'ordre de Saint-Joseph (grand-duché de Toscane) ;
- Grand-maître de l'ordre de Saint-Étienne, pape et martyr (grand-duché de Toscane) ;
- Chevalier de l'Ordre Teutonique.